# Nagaizumi
Nagaizumi (japanska: 長泉町?, Nagaizumi-chō) är en landskommun (köping) i Shizuoka prefektur i Japan.